# Makurdi
Makurdi   este un oraș  în  Nigeria, situat pe malul fluviului Benue. Este reședința  statului  Benue.